# ADAM17
ADAM17 (CD156b; англ. a disintegrin and metalloproteinase domain 17; tumor necrosis factor, alpha, converting enzyme, TACE) — фермент металлопротеаза, относящийся к семейству металлопротеаз ADAM. Основная роль фермента ADAM17 — отщепление мембранного фрагмента синтезированного фактора некроза опухоли и перевод этого цитокина в растворимое состояние (отсюда старое название фермента — фактор некроза опухоли-конвертирующий фермент).

## Структура

Схема активации металлопротеаз ADAM и механизм действия.

Фермент является мембранным белком с молекулярной массой 70 кДа. Зрелый белок состоит из 610 аминокислот. Синтезируется в неактивном виде. Активируется после отщепления N-концевого пептида, стерически закрывающего активный центр.

## Каталитическая активность
ADAM17 является специфической эндопептидазой с узкой каталитической активностью. В факторе некроза опухоли гидролизует следующую связь:
```
Пролин-Лейцин-Аланин-Глутамин-Аланин-|-Валин-Аргинин-Серин-Серин-Серин 
```

## Функции
ADAM17 участвует в созревании фактора некроза опухоли, который синтезируется как мембранный белок с молекулярной массой 26 кДа (233 аминокислоты). Металлопротеаза отщепляет мембранный фрагмент ФНО, после чего он становится растворимым цитокином.
Кроме участия в созревании ФНО металлопротеаза высвобождает с клеточной мембраны другие белки: p75 ФНО-рецептор, p55 ФНО-рецептор, рецептор типа II интерлейкина 1, TGF-альфа, L-селектин, рецептор фактора роста, MUC1 и предшественник бета-амилоида. Кроме этого, ADAM17 участвует в активации сигнального пути Notch. 